# Fenestrulina sinica
Fenestrulina sinica är en mossdjursart som beskrevs av Liu 200. Fenestrulina sinica ingår i släktet Fenestrulina och familjen Microporellidae. Inga underarter finns listade i Catalogue of Life.